# Свети Иван Рилски (Гърбино)
Оброчището „Св. Иван Рилски“ се намира в пещера между венец от скали в местността Светената вода на 5 km от село Гърбино, (община Кюстендил), в скалите на Земенския пролом на река Струма и полите на Риша планина, под най-високия ѝ връх Рони кръст (1443 m н.в.)
Мястото е сакрализирано в древността от древнотракийските племена обитаващи района, а впоследствие след настъпването на християнството, християнизирано. Култът към християнския светец пустинник св. Иван Рилски наследява много древноезически светилища на територията на Дупнишко, Кюстендилско, Благоевградско и Пернишко, които от своя страна са ситуирани при светилища, датиращи от праисторията.

## Описание и особености
Пещерата е висока 3 m и широка 4 m, а дължината ѝ е около 5 m. Във вътрешността ѝ, непосредствено срещу входа е поместен масивен каменен кръст, изработен от светъл бигор и друг по-малък изработен от желязо. В наклонените скали в югозападната част на нишата има врязан надпис, датиран около XII век (възможна е по-ранна датировка), който не може да бъде разчетен напълно, но според версиите гласи: "Отче Йоане, помози и спаси” или „Свети Отче моли ся“. В наклонената част на пещерата са открити и скални графити, представляващи изображения на три животински фигури, наподобяващи коне. До пещерата води стар римски път, значително обраснал в бурени, но запазен.
По северната стена на нишата се стича вода, която изтича и се събира в кладенче на пода на пещерата. Водата се счита лековита според народното поверие.
Село Гърбино няма православен храм и в миналото пещерата с Оброчището на свети Иван Рилски е замествало функцията на такъв, като местните жител редовно посещавали пещерата през цялата година, за да се черкуват.

## Обредност
Стара традиция в миналото е било да се отслужва молебен ежегодно в чест на свети Иван Рилски на датата 1 ноември. Ден преди черковната служба се колело жертвено животно – овен; до мястото се докарвали с кон котли, зеленчуци и икони, принадлежащи на жителите на Гърбино, тъй като в селото нямало църква. През нощта край пещерата се варил курбан, за здраве и хорско побратимяване. Сутринта на следващия ден цялото население на село Гърбино и гостите им от съседните села Раждавица, Буново, Скакавица и град Земен, отивали при пещерата, хапвали от курбана, палели свещи за здраве, заставали в молитвено смирение пред иконите на светците – християнски мъченици и пресвети проповедници. Поклонниците непременно умивали очите си с извираща вода от пещерата, за която се вярва че е лековита – за предпазване от болести, или за изцеление. Впоследствие иконите се връщали в селото, за да бъдат донесени следващата година в чест на светеца, за който се вярва, че през идната година незримо присъства със своя дух както и със своя лик, изписан на икони и в душите на присъствалите на ритуала местни хора и техните гости.

## Легенди
Според преданието тази пещера е била обитавана от свети Иван Рилски малко след като светецът се отдал на служба на Бога и напуснал родното си село Скрино. Когато свети Иван е на 25-годишна възраст, умират родителите му. Веднага след това той решава да раздаде наследство си на по-бедни и болни хора и напуска село Скрино, в което работел като овчар. Светецът бродел из пустите места и манастирите около река Струма и Витоша, но най-напред се приютява в Земенския пролом, в пещерата над село Гърбино. Според една по-различна версия на същата легенда светецът пустинник обаче бил смятан за магьосник и бил прогонен от Гърбинската пещера, както бил прокуден и по-рано от жителите на Скрино.